# Rudolf Jakob Camerarius
Rudolf Jakob Camerarius (Tubinga, 12 febbraio 1665 – Tubinga, 11 settembre 1721) è stato un botanico ed entomologo tedesco.

## Biografia
Camerarius nacque a Tubinga e nel 1687 divenne professore di medicina e direttore degli orti botanici di Tubinga. È noto soprattutto per le sue indagini sugli organi riproduttivi delle piante (De sexu plantarum epistola) (1694).
Mentre altri botanici, come John Ray e Nehemiah Grew, avevano osservato che le piante sembravano avere rapporti sessuali in qualche modo, e immaginavano che il polline fosse l'agente fertilizzante maschile, fu Camerarius a fare un lavoro sperimentale. Nello studio del gelso, determinò che le piante femminili non vicine alle piante (staminate) maschili producevano frutti ma senza semi. Anche i mercurialis e le piante di spinaci sono andati allo stesso modo. Con la pianta di olio di ricino (Ricinus) e con il mais ha tagliato i fiori staminati (le "nappe" di mais), osservando allo stesso modo che non si sono formati semi. I suoi risultati furono riportati sotto forma di lettera (l'epistola), e attirarono l'attenzione immediata, i successivi operai estesero i suoi risultati.

## Opere

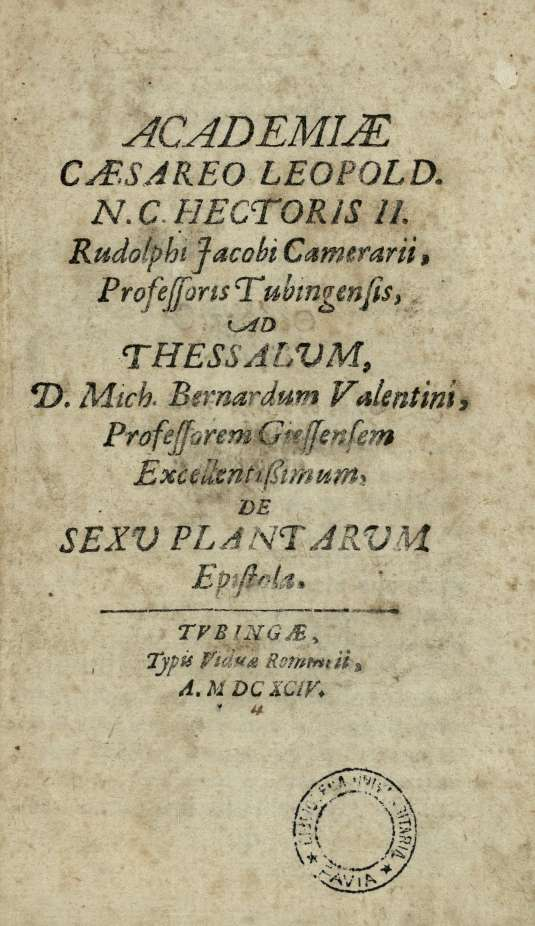
De sexu plantarum, 1694

- (LA) De plantis vernis, Tübingen, Martin Rommey, 1688.
- (LA) De sexu plantarum, Tübingen, Martin Rommey, 1694.